# Кеберо
Кеберо е музикален перкусионен инструмент от групата на мембранофонните инструменти.

## Обща характеристика
Кеберо е инструмент, характерен за фолклорната музика на Етиопия и Еритрея в Източна Африка. Употребява се в традициите на племенните общности, а също голямо разпространение има в литургичната практика на християнството в постколониалния период.

## Устройство
Инструментът се състои от метален корпус с конична форма, две мембрани от естествена кожа и ремък, с който се окачва през раменете на изпълнителя. Инструментът е богато орнаментиран със символи от етиопската митология.

## Начини на звукоизвличане
Звукоизвличането при кеберо става посредством удари по кожата на инструмента с длани и пръсти. Изпълнителите на кеберо не използват палки.